# Carlos Alberto Gomes de Jesus
Carlos Alberto Gomes de Jesus (Rio de Janeiro, 11 dicembre 1984) è un ex calciatore brasiliano, di ruolo centrocampista.

## Carriera

### Club

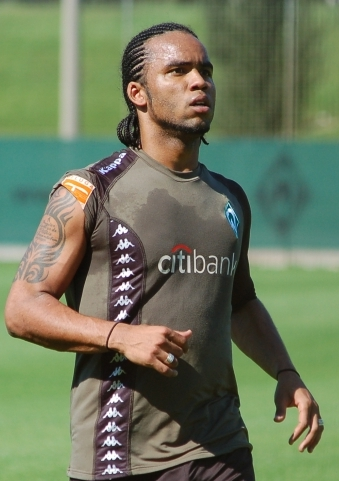
Carlos Alberto in allenamento con il

Carlos Alberto inizia la sua carriera da professionista nel Fluminense, dove vince il Campeonato Carioca del 2002.
Il suo seguente trasferimento al Porto di José Mourinho nel 2004 è la sua prima esperienza europea. Inizia bene la stagione per la squadra portoghese che conquista il campionato portoghese di calcio e la UEFA Champions League, con il gol proprio di Carlos Alberto ad aprire le marcature nel 3-0 al Monaco in finale. Dopo Patrick Kluivert è il secondo giocatore più giovane ad aver segnato in una finale di Champions League (19 anni nel 2004).
Nel 2005 il Corinthians, guidato dalla MSI, acquista Carlos Alberto, che diventa uno dei giocatori chiave nella squadra che conquista il Brasileirão del 2005.
Dopo un prestito al Fluminense, il Werder Brema si assicura il giocatore per 7800000 €.
Nel gennaio del 2008 Carlos Alberto passa in prestito al San Paolo. Termina la sua esperienza in Germania con 2 partite giocate e nessun gol segnato, molto al di sotto delle aspettative, tanto da essere eletto dalla Bild come "il flop più costoso nella storia del Werder".
L'8 aprile 2008 viene messo fuori rosa dal San Paolo per motivi disciplinari tre mesi prima della scadenza del contratto. Nel maggio 2008 passa in prestito al Botafogo fino al giugno del 2009, ma il 12 novembre 2008 lascia il club a causa dei mancati pagamenti. Il 7 gennaio 2009 passa ancora una volta in prestito, questa volta al Vasco da Gama in Serie B per sei mesi fino al 30 giugno 2009.
Successivamente gioca in prestito con il Vasco da Gama con il quale, una volta scaduto il suo contratto con il Werder Brema, firma un contratto di 3 anni.
Nel febbraio 2011 il Vasco da Gama lo gira in prestito Grêmio per tre mesi, al termine dei quali viene nuovamente girato al Bahia per sei mesi.
Nell'estate del 2013 rimane svincolato e nel Gennaio del 2014 si accasa al Goiás. dopo aver terminato il suo contratto come Goiás, ha colpito il suo ritorno al Botafogo.

### Nazionale
Carlos Alberto conta 6 presenze nella nazionale di calcio brasiliana, tutte risalenti al 2005.

## Palmarès

### Club

#### Competizioni nazionali
- Campionato Carioca: 1

Fluminense: 2002
- Campionato portoghese: 1

Porto: 2003-2004
- Supercoppa di Portogallo: 1

Porto: 2004
- Campionato brasiliano: 1

Corinthians: 2005
- Coppa del Brasile: 1

Fluminense: 2007

#### Competizioni internazionali
- UEFA Champions League: 1

Porto: 2003-2004
- Coppa Intercontinentale: 1

Porto: 2004